# Active Format Description
Active Format Description в телевидении — стандартный набор кодов, передаваемый вместе с потоком видеоданных MPEG или сигналом SDI, и несущий информацию о соотношении сторон изображения и его правильном отображении на различных экранах. Используется телевещателями для корректного отображения контента на экранах мониторов с разным соотношением сторон: как 4:3, так и 16:9 и других.
Он также используется для преобразования изображения 16:9 в кадр, вписывающийся в экран 4:3 при помощи дополнительных экранных каше. Стандартный AFD код предоставляет видеоустройствам информацию о расположении активного кадра в закодированном видео, а также области скрытого кашетирования, по умолчанию отображаемой на любых экранах. За пределами этой области изображение может обрезаться на экранах других стандартов без потери сюжетно важных частей. Информация о безопасной области отображения может использоваться декодирующими устройствами при выборе различных режимов заполнения экрана.

## Использование
AFD создавался как более современная версия кода WSS (англ. Wide Screen Signaling) и используется несмотря на то, что стандарт MPEG предусматривает собственную кодировку соотношения сторон видео. AFD не является частью стандарта MPEG, он был разработан компанией Digital TV Group в Великобритании и адаптирован в европейские стандарты цифрового вещания DVB как дополнение. Позднее пакет AFD был одобрен для использования совместно с американскими стандартами ATSC (с некоторыми изменениями). Общество инженеров кино и телевидения также одобрило AFD для включения в сигнал SDI в виде стандарта SMPTE 2016-1.
Широкоэкранное видео формата 16:9 может передаваться с кодом AFD 8 или AFD 10, сообщающим о недопустимости обрезки изображения, содержащего сюжетно важные детали по всему полю. На экране 4:3 такой сигнал отображается с дополнительными чёрными каше сверху и снизу с леттербоксингом без обрезки исходного кадра. В других случаях широкоэкранное изображение 16:9 (например, спортивные трансляции) может передаваться с кодировкой AFD 15, допускающей обрезку краёв до формата 4:3.
Строка 23 кадрового гасящего импульса содержит информацию о соотношении сторон исходного видео и соответствующую кодировку AFD.
| Код | Соотношение сторон                                        |
| --- | --------------------------------------------------------- |
| 000 | Область отображения соответствует исходному кадру         |
| 001 | 4:3                                                       |
| 010 | 16:9                                                      |
| 011 | 14:9                                                      |
| 100 | зарезервировано                                           |
| 101 | 4:3 со скрытым кашетированием центральной области 14:9    |
| 110 | 16 : 9 со скрытым кашетированием центральной области 14:9 |
| 111 | зарезервировано                                           |

Кодировка AFD не всегда корректно передаётся до конечного приёмного устройства из-за проблем ретрансляции или настроек STB, поэтому контент может отображаться на экране неправильно. Чаще всего это приводит к слишком маленькому размеру изображения (Windowbox или «почтовая марка») на широкоэкранных телевизорах.

### Полный список кодов AFD
Использование кодов AFD европейскими и американскими телевещателями не всегда совпадает. В странах Европы стандарты цифрового вещания устанавливает Европейский институт телекоммуникационных стандартов. В США и Северной Америке действуют нормативы ATSC.
| 0   | ETSI: зарезервировано; ATSC: не определено |
| 1   | зарезервировано |
| 2   | ETSI: активный кадр 16:9 выровненный по верхней границе; ATSC: "не рекомендовано" |
| 3   | ETSI: активный кадр 14:9 выровненный по верхней границе; ATSC: "не рекомендовано" |
| 4   | ETSI: область > 16:9 (в центре): активный кадр шире, чем 16:9. Соотношение сторон исходного кадра не определено, а размер каше сверху и снизу не отражён. ATSC: информация «Bar Data» (ширина каше сверху, снизу, слева и справа) передаётся при использовании кода. |
| 5–7 | зарезервировано |
| 8   | Отображение всего исходного кадра (4:3 или 16:9). |
| 9   | Исходный кадр 4:3: полный экран 4:3, каше справа и слева на экране 16:9. |
| 10  | Исходный кадр 16:9: леттербоксинг на экране 4:3, полный экран 16:9. |
| 11  | Исходный кадр 14:9. Каше сверху-снизу для экрана 4:3 или справа-слева для экрана 16:9 |
| 12  | зарезервировано |
| 13  | Исходный кадр 4:3 со скрытым кашетированием центральной части 14:9. Скрытое кашетирование не включено в стандарт, но последний допускает обрезку по вертикали сверху и снизу без потери сюжетно важных частей.                                                       |
| 14  | Исходный кадр 16:9 со скрытым кашетированием центральной части 14:9. Части кадра справа и слева могут быть обрезаны без потери сюжетно важных деталей. |
| 15  | Исходный кадр 16:9 со скрытым кашетированием центральной части 4:3. Части кадра справа и слева от центральной области 4:3 исходного кадра 16:9 могут быть обрезаны без риска потери сюжетно важных деталей.                                                          |

### Отображение на различных экранах
В таблице показано отображение кадра видео, передаваемого с разными кодами AFD, на экране 4:3 (слева), 16:9 (в центре) и 21:9.